# ارمنی های اوکراین
ارمنی‌های اوکراین ارمنی‌هایی هستند که در اوکراین زندگی می‌کنند. بر اساس سرشماری اوکراین در سال ۲۰۰۱ تعداد آنها ۹۹۸۹۴ نفر است. جمعیت ارمنی‌ها در اوکراین از زمان فروپاشی اتحاد جماهیر شوروی در سال ۱۹۸۹ تقریباً دو برابر شده است که عمدتاً به دلیل بی‌ثباتی در قفقاز است. قبل از حمله روسیه که میلیون‌ها نفر را آواره کرد، اوکراین پنجمین جامعه بزرگ ارمنی‌ها در جهان بود.

## تاریخچه

### قرون وسطی
ارمنی‌ها اولین بار در زمان دولت روس کی‌یف به اوکراین مهاجرت کردند. در آغاز قرن یازدهم، شاهزادگان کیف از ارمنیان درخواست کردند تا در جنگ علیه «بولسواو یکم»، پادشاه لهستان، به آنان کمک کنند. به زودی، پس از کمک به بیرون راندن مهاجمان از کیف، ارمنیان در سراسر قلمرو ایالت پراکنده شدند.در همان قرن، پس از حمله سلجوقیان و سیاست نادرست بیزانس، دولت ارمنستان سقوط می‌کند، ارمنی‌های زیادی به اوکراین – کریمه، گالیسیا و همچنین به لهستان مهاجرت کردند و مستعمرات مرفهی را در آنجا تشکیل دادند. بر اساس دانشنامه افرون و بروک‌هاوس حدود ۲۰۰۰۰ ارمنی از سرزمین خود بیرون رانده شدند و به کریمه و سرزمین‌های روسیه مهاجرت کردند. در قرن یازدهم، تجار، پزشکان و صنعتگران ارمنی تحت فرمان شاهزادگان روسی خدمت می‌کردند. در کتاب «پچرسک پاتریک» (مجموعه داستانی در مورد تأسیس صومعه کیف-پچرسک و زندگی راهبان مقدس آن) از یک پزشک ارمنی یاد می‌کند که «ولادیمیر مونوماخ» شاهزاده روس کی‌یف را معالجه کرد.
ارمنی‌ها عمدتاً در شبه جزیره کریمه در مناطق فئودوسیا، سوداک و استاریی کریم سکونت داشتند به خصوص تعداد آنها در طی قرون ۱۲–۱۵ در نتیجه حمله مغول به ارمنستان افزایش یافت. در قرن سیزدهم، شاهزاده گالیسیا-وولینیا به نام «دانیل گالیسیا»، از ارمنیان دعوت کرد تا تجارت را احیا کنند. «پروفسور فیلیپ کورتین» خاطرنشان می‌کند که مستعمرات ارمنیان در کریمه به قدری بزرگ بود که اهالی جنوا گاهی آنان را ارمنی‌های کیلیکیه می‌نامیدند. (ارمنی‌های فئودوسیا با شهر جنوا تجارت زمینی و دریایی داشتند) مناطق فئودوسیا و سوداک نقش مهمی در توسعه اقتصاد و فرهنگ کریمه داشتند. جوامع کوچک ارمنی در بخش مرکزی اوکراین، از جمله کیف، و مناطق غربی پودولیا و گالیسیا تأسیس شدند.

### ارمنی‌های لویو و کریمه
در سال ۱۲۶۷، شهر لویو به مرکز اسقف نشین ارمنی‌ها تبدیل شد و کلیسای جامع ارمنی در این شهر که در سال ۱۳۶۷ تقدیس شد، به کلیسای اسقفی تبدیل می‌شود. «پیوتر ابرهارت» (جغرافی‌دان لهستانی، استاد آکادمی علوم لهستان و نویسنده مطالعات در زمینه جمعیت‌شناسی و جغرافیای جمعیت) در کتابش به نام گروه‌های قومی و تغییرات جمعیتی در قرن بیستم اروپای شرقی می‌نویسد: اولین ارمنی در اوایل قرن یازدهم در کریمه در قلمرو اوکراین معاصر ساکن شد. اولین جامعه ارمنی در کیف در آغاز قرن دوازدهم تأسیس شد. مرکز مذهبی و ملی اولیه ارمنی‌ها در شهر لویو بود، جایی که اولین ارمنی‌ها در قرن سیزدهم در آنجا ساکن شدند. برای چندین قرن، ارمنیان در شهر لویو علاوه بر ضمانت خودمختاری، سیستم‌های آموزشی و حکومتی خود را داشتند. ارمنی‌ها در شهرهای دیگر اوکراین (لوتسک، کامیانتس-پودیلسکیی، بوچاچ و برودی) ساکن شدند.

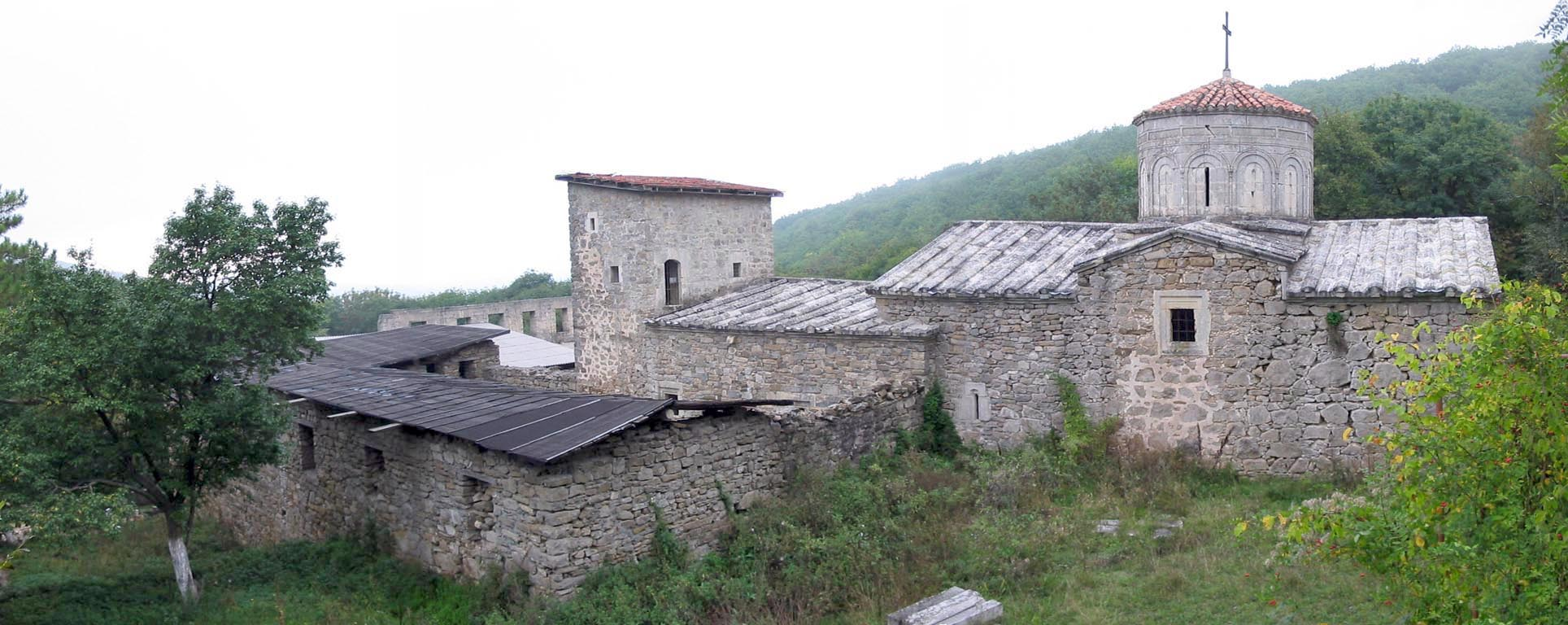
صومعه صلیب مقدس

### عصر جدید
«سیمئون (سیمون) لهاتسی» (وقایع نگار مشهور ارمنی قرن هفدهم)، در کتابش به نام «یادداشت‌های سفر»، ۱۶۰۸–۱۶۱۹ می‌نویسد:
«ارمنی‌های لویو» زبان ارمنی را نمی‌دانند، اما به زبان لهستانی و کیپچاک، یعنی به زبان تاتاری صحبت می‌کنند. گفته شده که ارمنی‌ها محلی از آنی (شهر باستانی) نقل مکان کردند. به گفته مورخان، آنها به دو دسته تقسیم شدند: یکی به فئودوسیا و آکرمان آمدند و تا کنون [نوادگان] آنها در ساماتیا (استانبول) زندگی و به زبان ارمنی صحبت می‌کردند. گروه دیگر به آنکارا و از آنجا به لهستان نقل مکان کردند. در سال ۱۷۷۸، گروه بزرگی از ارمنیان کریمه قلمرو امپراتوری عثمانی را ترک کردند و در روسیه، در شهر روستوف-نا-دونو ساکن شدند. با این حال، بیست سال پس از الحاق کریمه به روسیه، به دعوت دولت روسیه، بسیاری از شهرک نشینان به آنجا بازگشتند و گروه‌های جدیدی نیز از ترکیه به کریمه نقل مکان کردند.

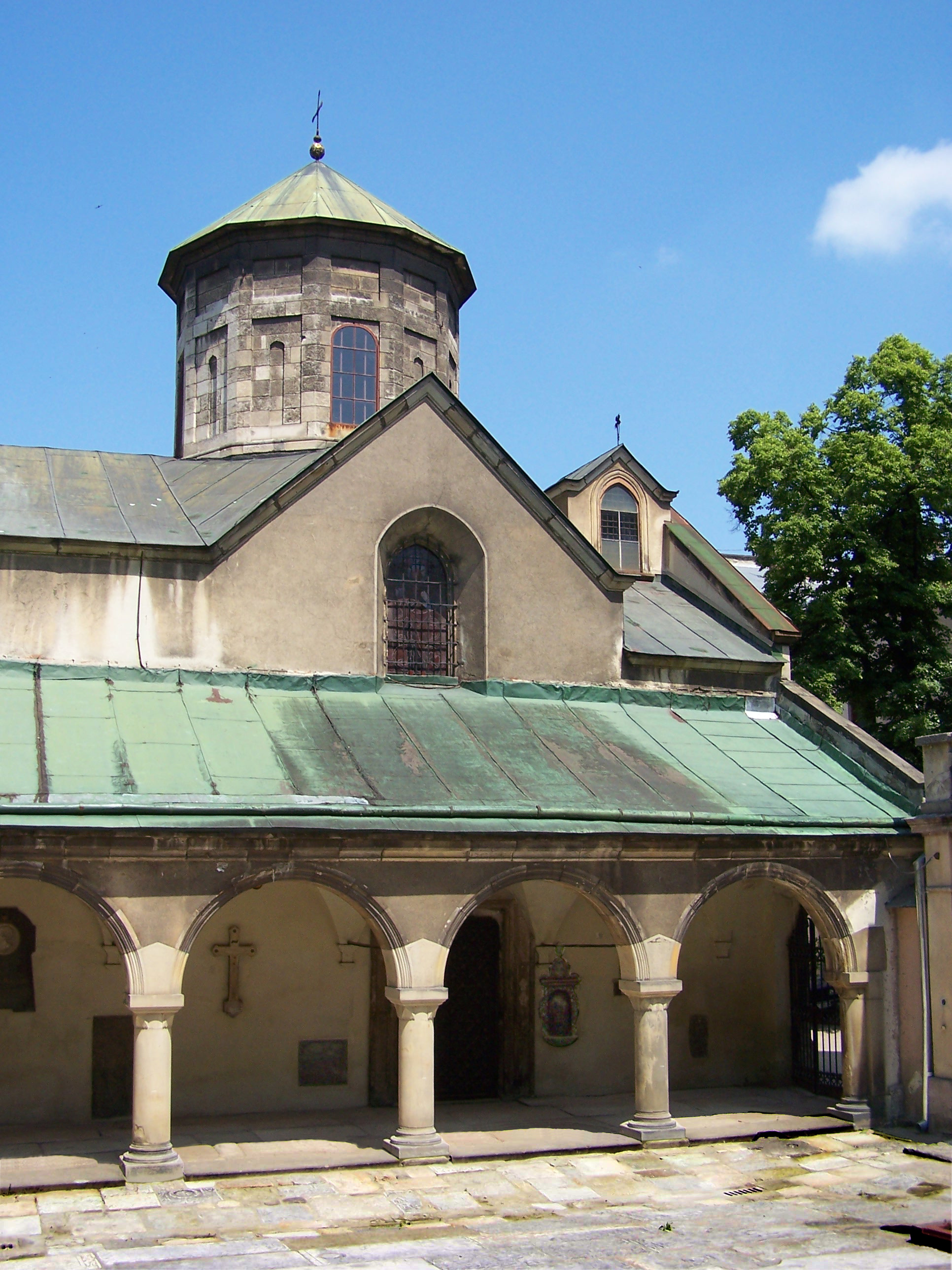
کلیسای ارمنی‌ها در شهر لویو

یکی از مراکز مهم سکونت ارمنی‌ها کامیانتس-پودیلسکیی بود (در قرن شانزدهم ۳۰۰ خانواده ارمنی در آنجا زندگی می‌کردند) که در آن ارمنی‌ها قاضی خاص خود را داشتند. سکونتگاه‌های ارمنی‌ها در کی‌یف، لوتسک، هالیچ، سنیاتین و در ایوانو-فرانکیفسک بود. در اوایل قرن شانزدهم، مدارس ارمنی در لویو، کامنتس و دیگر شهرها وجود داشت که زبان ارمنی را نیز تدریس می‌کردند.
پروفسور آمریکایی «پل رابرت مگوچی» (تاریخ، علوم سیاسی، و کرسی مطالعات اوکراین در دانشگاه تورنتو) خاطرنشان می‌کند که اولین چاپخانه ارمنی در اوکراین در سال ۱۶۱۶ در لویو تأسیس شد، جایی که کتابخانه‌های غنی ارمنی و معماری ارمنی در آن زمان وجود داشت.
چاپخانه‌های ارمنی نیز در گالیسیا و پودولیا کار می‌کردند و در سال ۱۶۱۸ «هوهانس کارماتنیاتسی» «کتاب دعا» را منتشر کرد – تنها کتاب چاپ شده در جهان به زبان ارمنی-کیپچاک، که نسخه مکتوب زبان گفتاری بود.
لازم است ذکر شود که هوهانس کارماتنیاتسی در سال ۱۶۱۶ اولین چاپخانه تمام ارمنی را در اوکراین و چهارمین چاپخانه را در جهان تأسیس کرد که تا سال ۱۶۱۹ فعالیت داشت.
از سال ۱۸۶۲، ۳۲۴ پیرو کلیسای حواری ارمنی در کی یف وجود داشت. جامعه ارمنی اوکراین در آغاز قرن بیستم کتابخانه‌های خاص خود را داشتند و نام بعضی از خیابان‌ها و کوچه‌ها به ارمنی بود. در کی یف، بیشتر ارمنی‌ها در منطقه «پودیل» زندگی می‌کنند.
در نیمه اول قرن بیستم در گالیسیا ۵٫۵ هزار کاتولیک ارمنی وجود داشت که معمولاً لهستانی زبان بودند. آنها ۹ کلیسای محلی، ۱۶ کلیسای کوچک، یک صومعه خواهران به نام «صومعه بندیکتین» در لویو داشتند. اسقف نشین ارمنی کاتولیک لویو مستقیماً تابع پاپ بود و تا پایان جنگ جهانی دوم که توسط مقامات شوروی ویران شد وجود داشت. در سال ۱۹۴۴، ارمنی‌ها کریمه به همراه یونانی‌ها، بلغارها و تاتارهای کریمه از شبه جزیره اخراج شدند، اما در دهه ۱۹۶۰ به آنها اجازه بازگشت داده شد. پس از سال ۱۹۹۱، کلیسای کاتولیک ارمنی در اوکراین احیا شد. در ۲۸ نوامبر ۱۹۹۱، اسقف نشین کلیسای حواری ارمنی به‌طور رسمی در اوکراین به ثبت رسید، که جوامع آن اکنون در لویو، کی یف، اودسا، خارکف، دونتسک، دنیپرو و همچنین در برخی از شهرهای کریمه فعالیت می‌کنند.
ارمنی‌ها در ۱۹ استان اوکراین پراکنده هستند، بر اساس آمار سال ۲۰۰۱ میلادی بیشترین تمرکز ارمنی‌ها در اوکراین در دونتسک می‌باشند (۱۵۷۰۰ نفر، ۰٫۳۳٪ از جمعیت، ۲٫۵ برابر از سال ۱۹۸۹ افزایش یافته است)، دومین منطقه بزرگ – در خارکف – ۱۱۱۰۰ نفر (از سال ۱۹۸۹ تا ۲ برابر افزایش یافته است). سومین منطقه بزرگ در استان دنیپروپتروفسک ۱۰۶۰۰ نفر، ۰۳٪ از جمعیت.
ترکیب جمعیتی ارمنی‌ها بر اساس آمار سال ۲۰۰۱ میلادی در سایر شهرها: ۶۶۰۰ نفر در لوهانسک، ۷۴۰۰ نفر در اودسا، ۴۵۰۰ نفر در خرسون، ۴۹۰۰ نفر در کی یف، ۶۴۰۰ نفر در استان زاپوریژیا، ۴۳۰۰ نفر در استان میکولائیف، ۲۶۰۰ نفر در پولتاوا و ۸۷۰۰ نفر در کریمه (افزایش ۳٫۶ برابر نسبت به سال ۱۹۸۹) ۰٫۲۳٪ از جمعیت کریمه و ۰٫۳٪ از جمعیت سواستوپول (شهر بندری واقع در کرانه دریای سیاه و جنوب غربی شبه‌جزیره کریمه) را تشکیل می‌دهند.
بر اساس اطلاعات سرشماری، حدود نیمی از ارمنی‌ها در اوکراین، به زبان مادری خود صحبت می‌کنند، بیش از ۴۳٪ – به زبان روسی و ۵٫۸٪ اوکراینی.
«آراگاتس» روزنامه انجمن ارمنی‌ها در کیف منتشر می‌شود و همچنین از سال ۲۰۱۱، «مجله هنری ارمنی-اوکراینی» به نام «نور-دار» «قرن جدید» در کیف منتشر می‌شود. مرکز اسقف نشین ارمنی‌های، اوکراین در لویو واقع شده است. بر اساس داده‌های سال ۲۰۰۷، کلیسای حواری ارمنی در مناطق جمهوری خودمختار کریمه (۷ جامعه)، دونتسک (۲ جامعه) و اودسا (همچنین ۲ جامعه) گسترده‌ترین بوده است.

## میراث فرهنگی
میراث فرهنگی ارمنیان در اوکراین

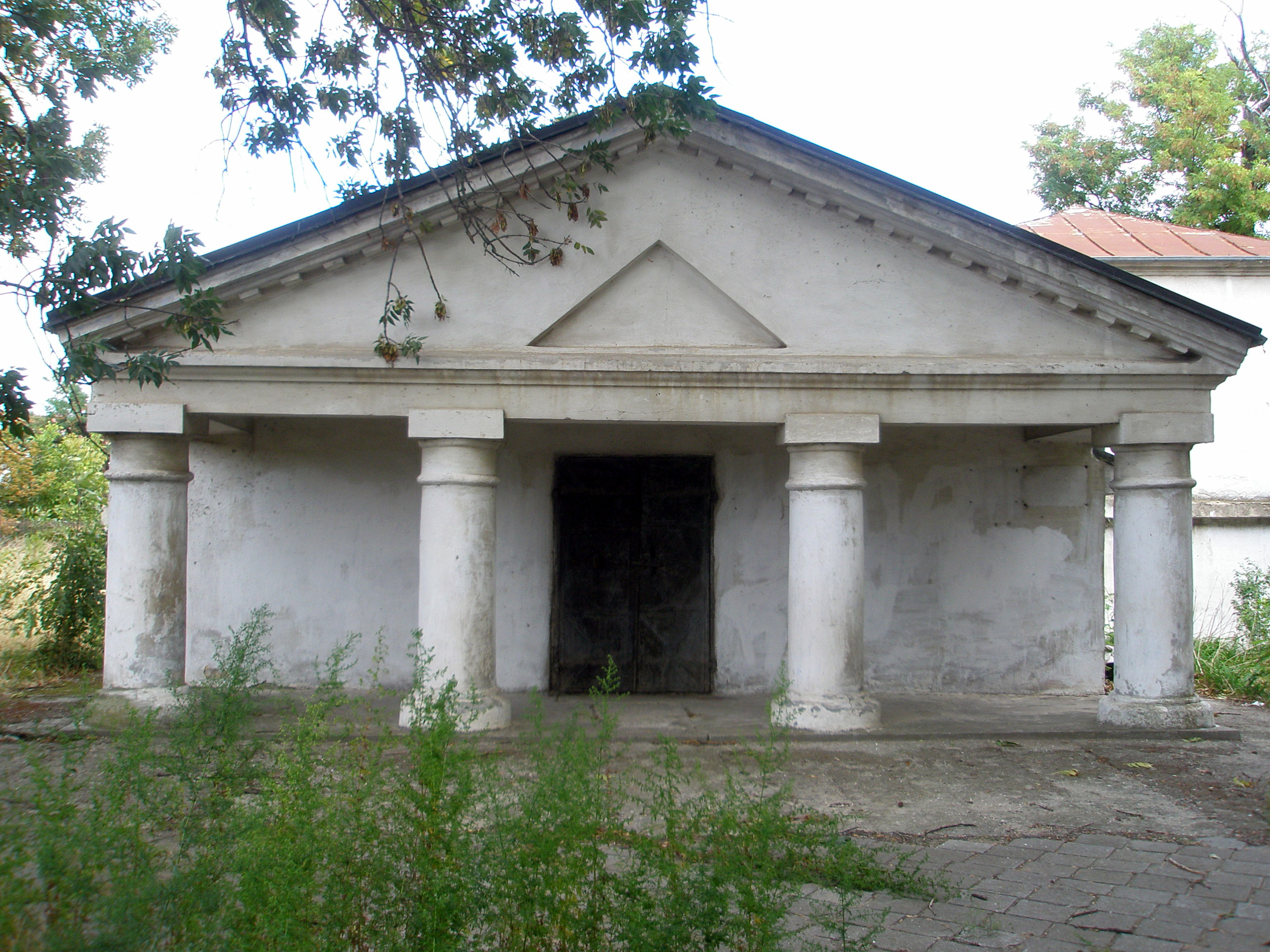
Armenian Dormition Church in Bilhorod-Dnistrovskyi (14th century)
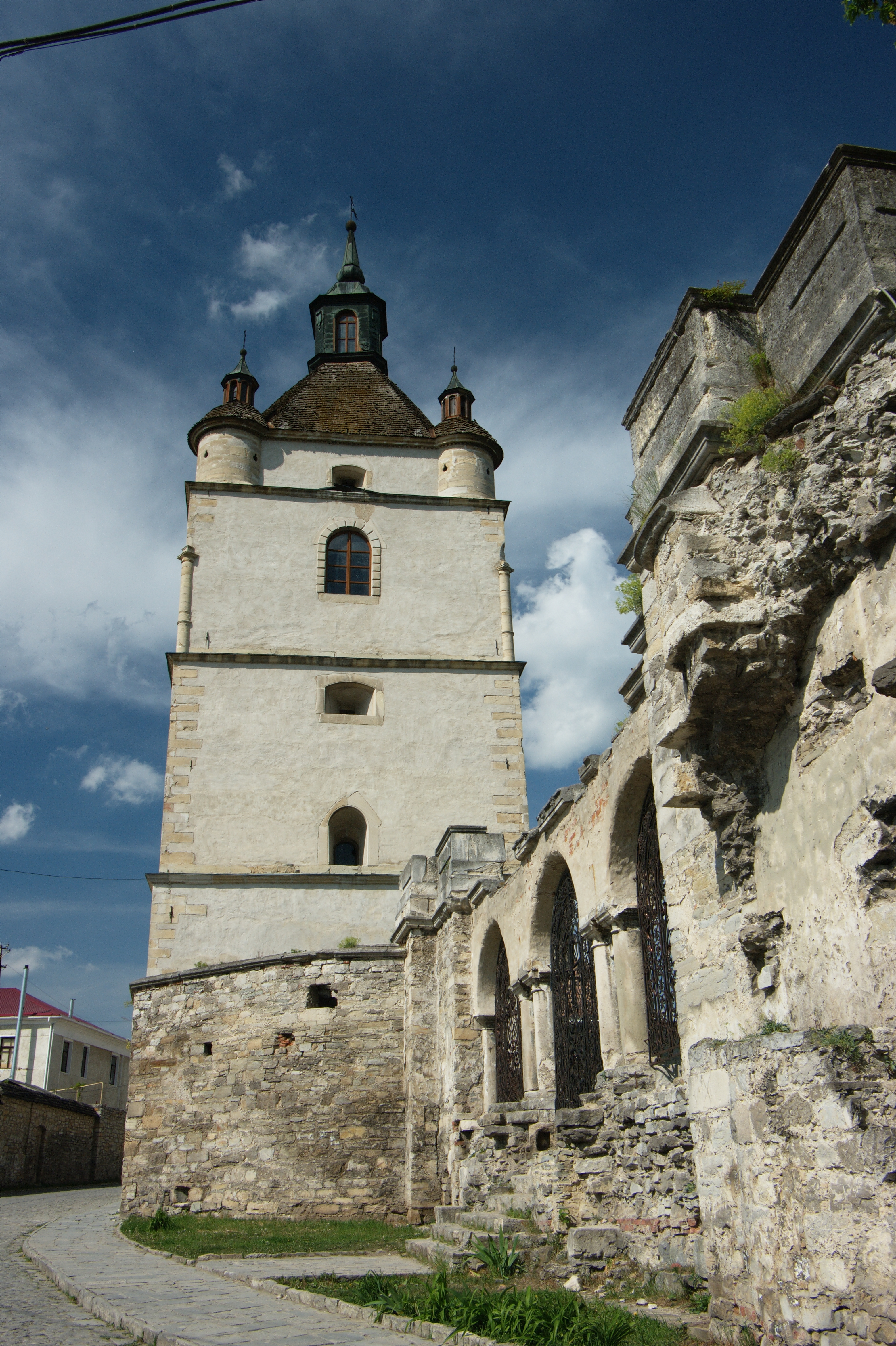
Armenian Belltower in Kamianets-Podilskyi (16th century)
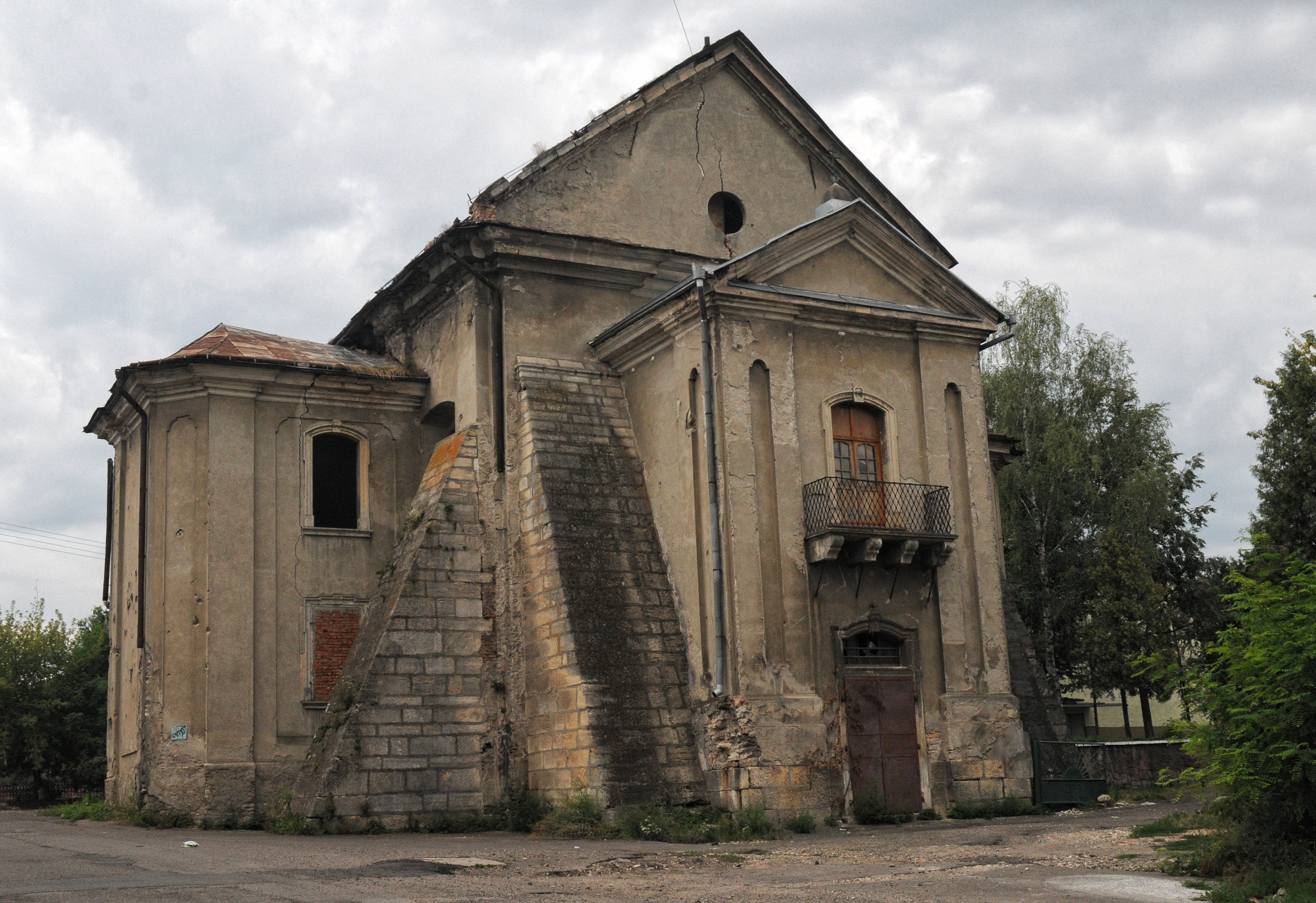
Armenian church in Horodenka (18th century)
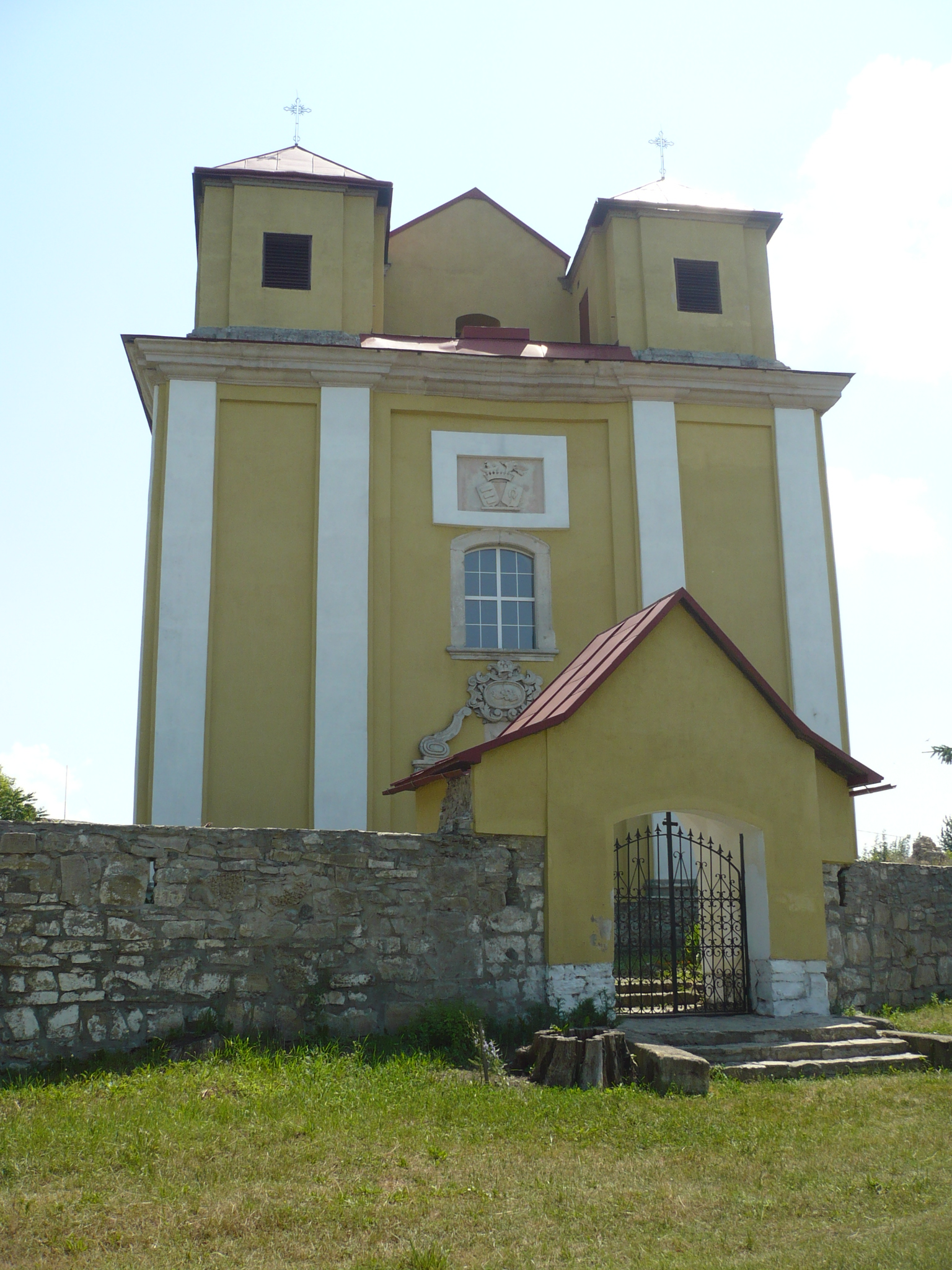
Armenian church in Zhvanets (18th century)
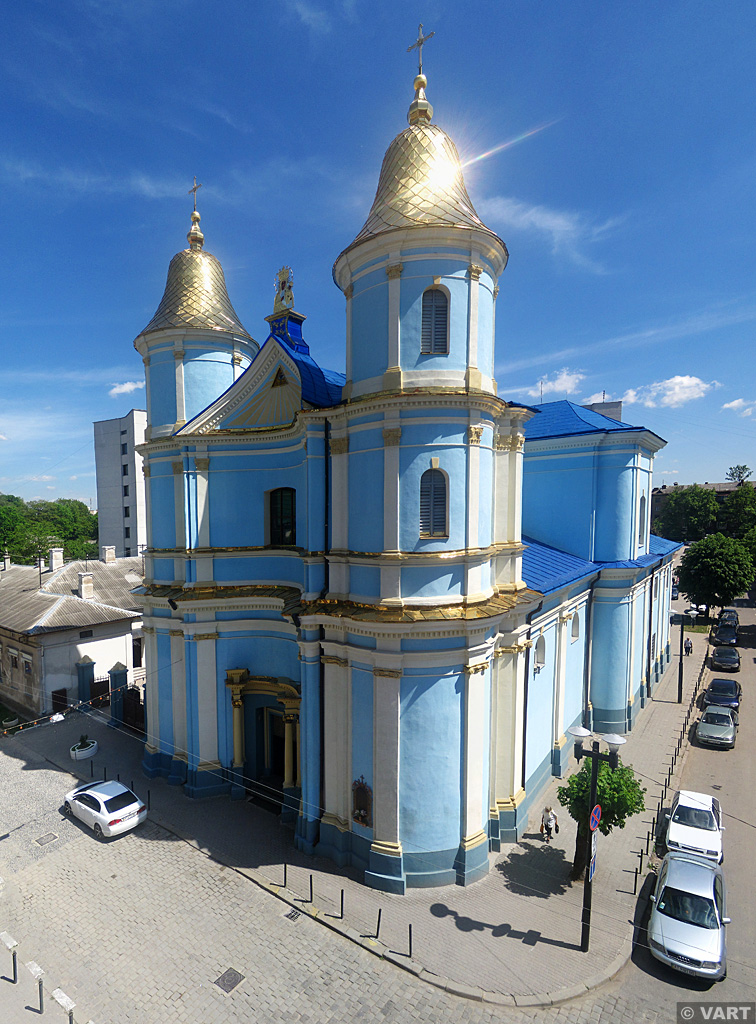
Armenian church in Ivano-Frankivsk (18th century)
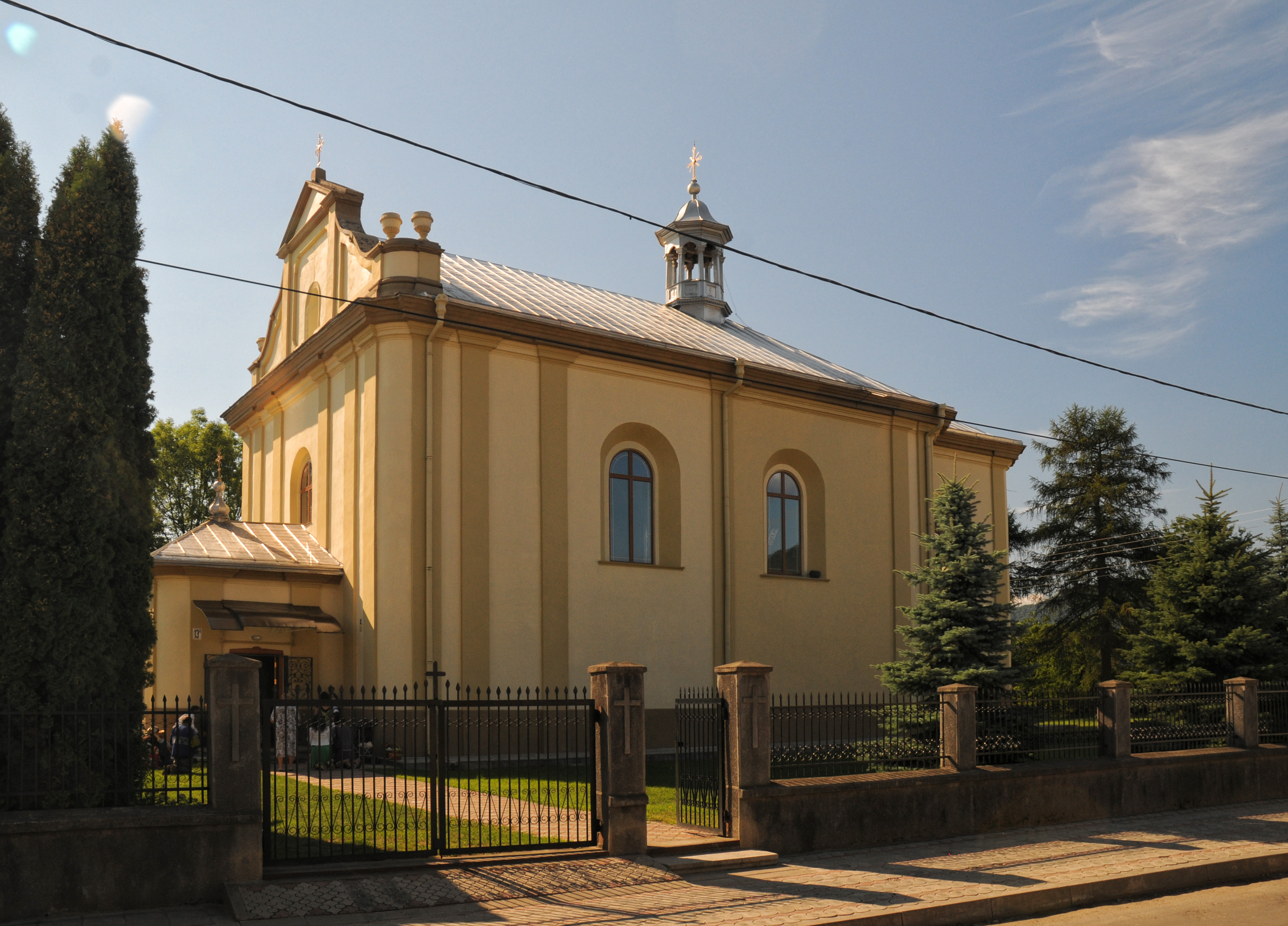
Armenian church in Kuty (18th century)
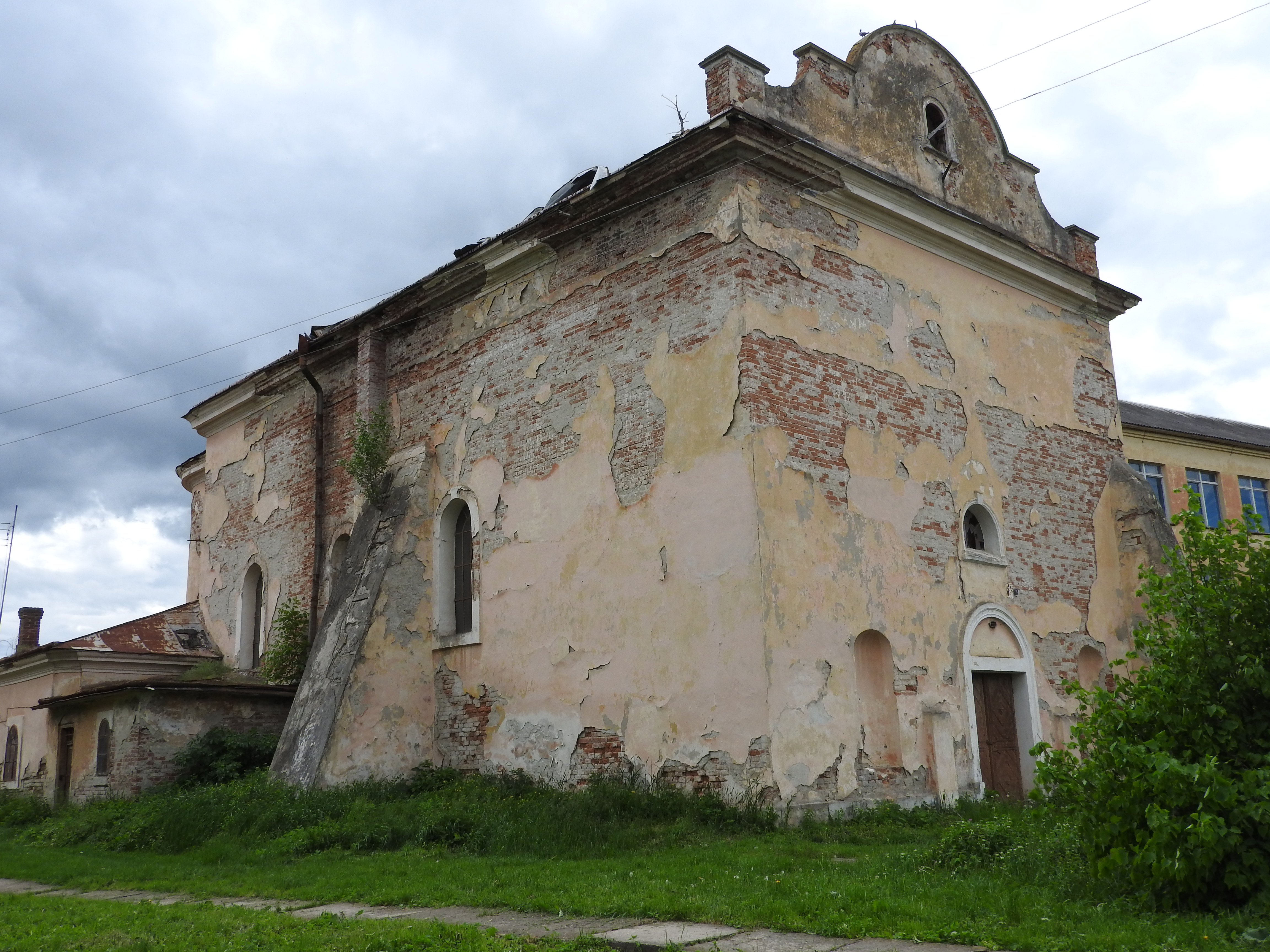
Armenian church in Sniatyn (18th century)
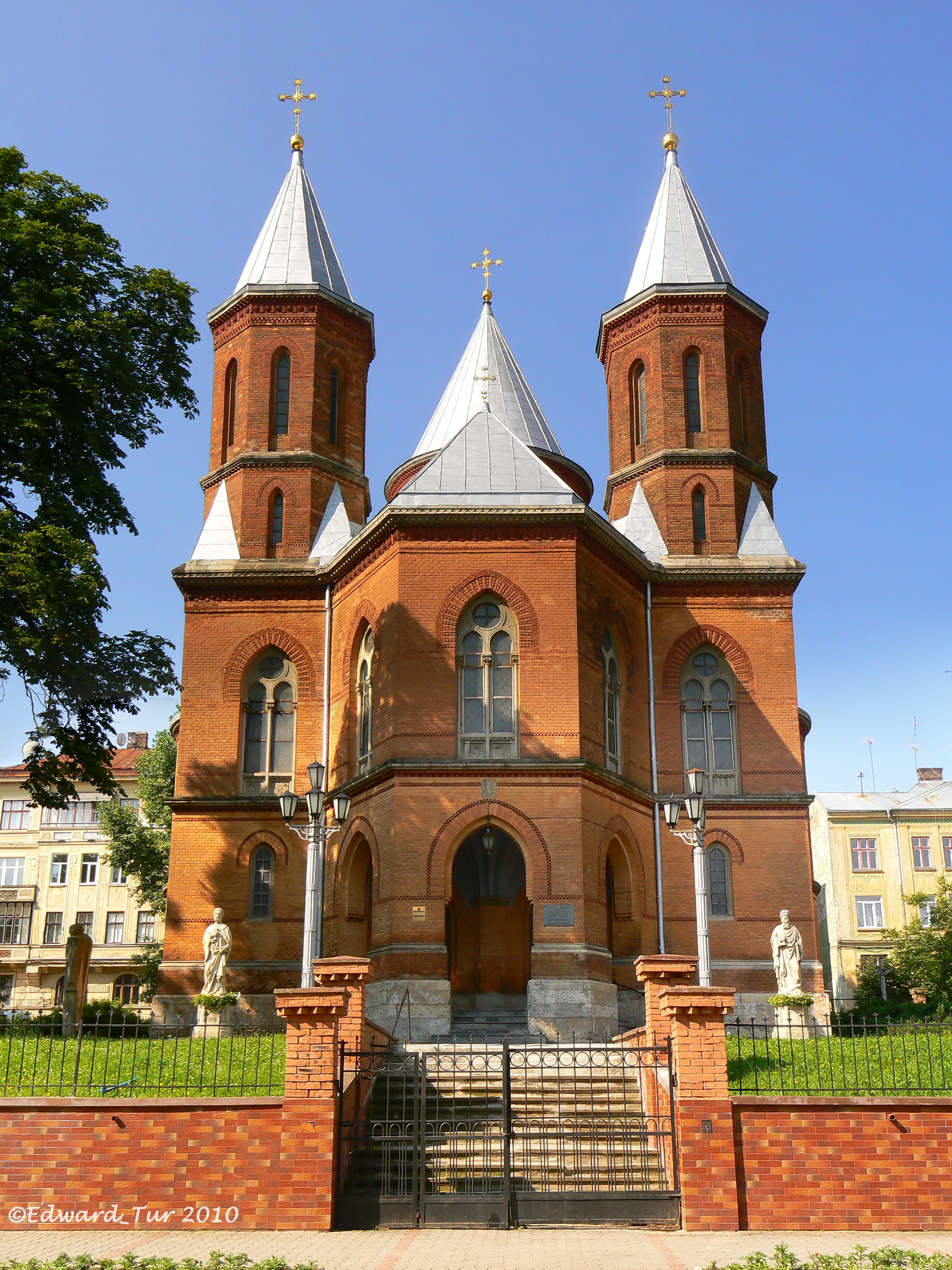
Armenian church in Chernivtsi (19th century)
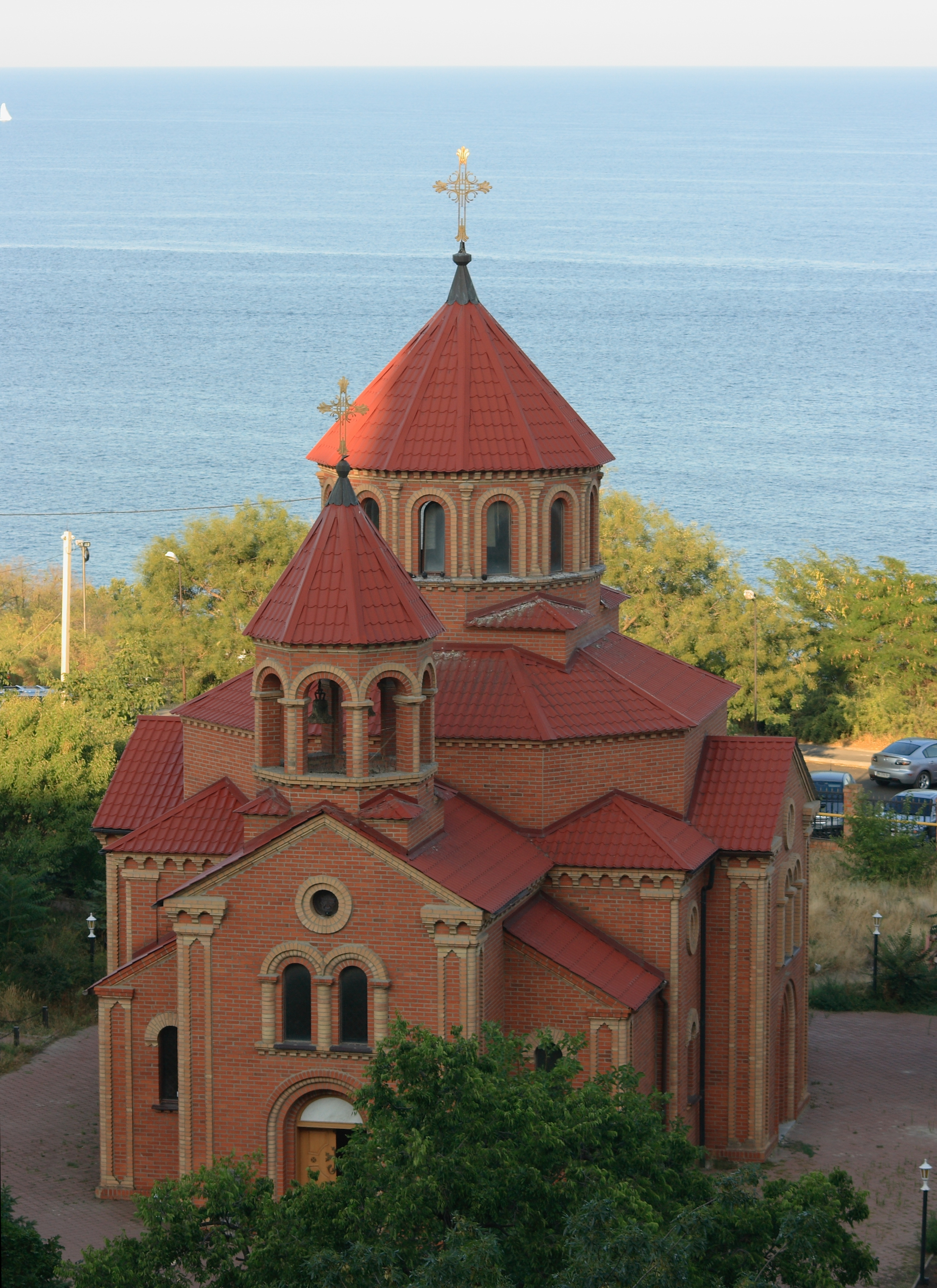
Armenian Surb Grigor Lusavorych church in Odesa (1995)
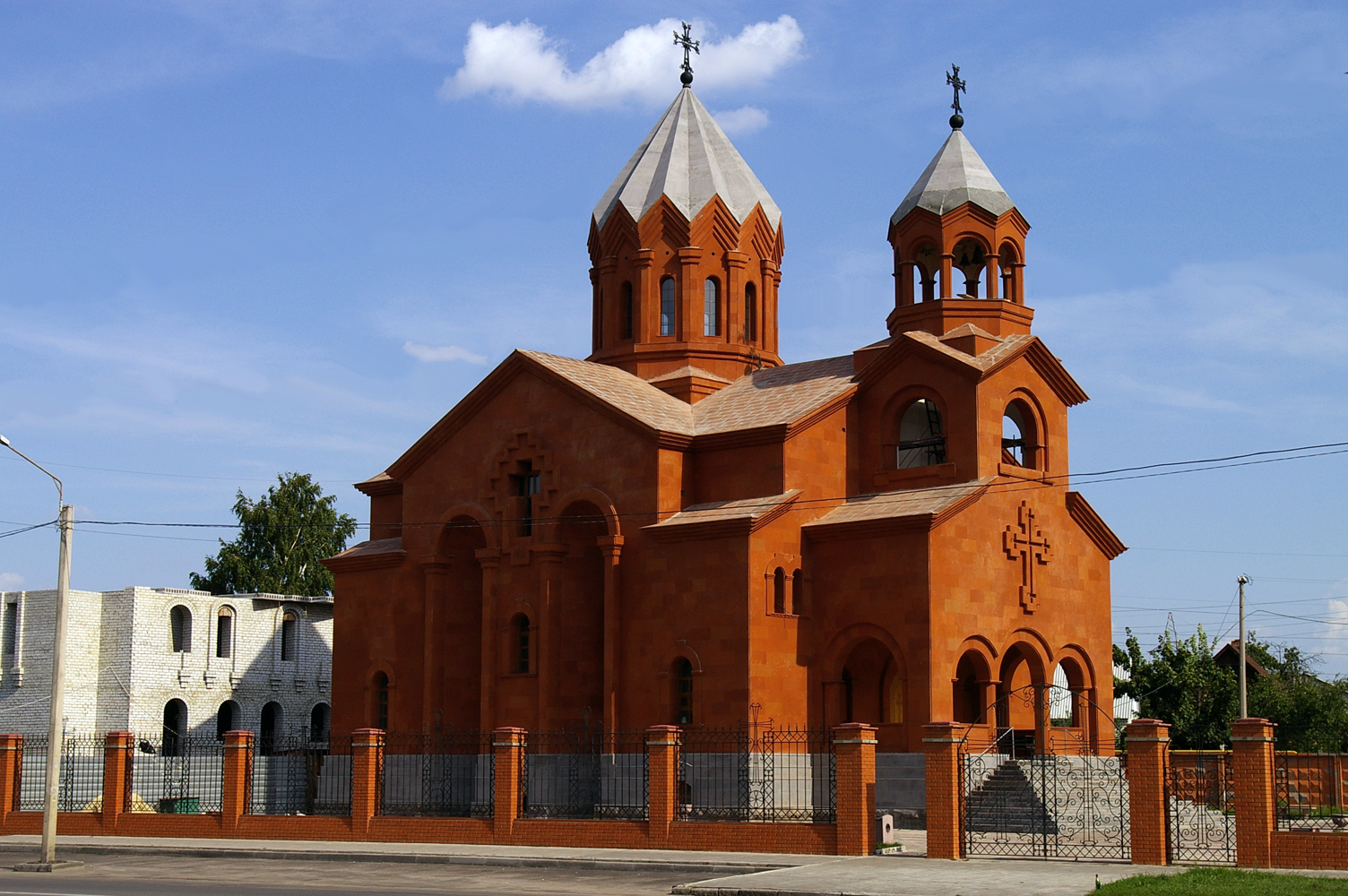
Armenian St. Resurrection church in Kharkiv (2004)
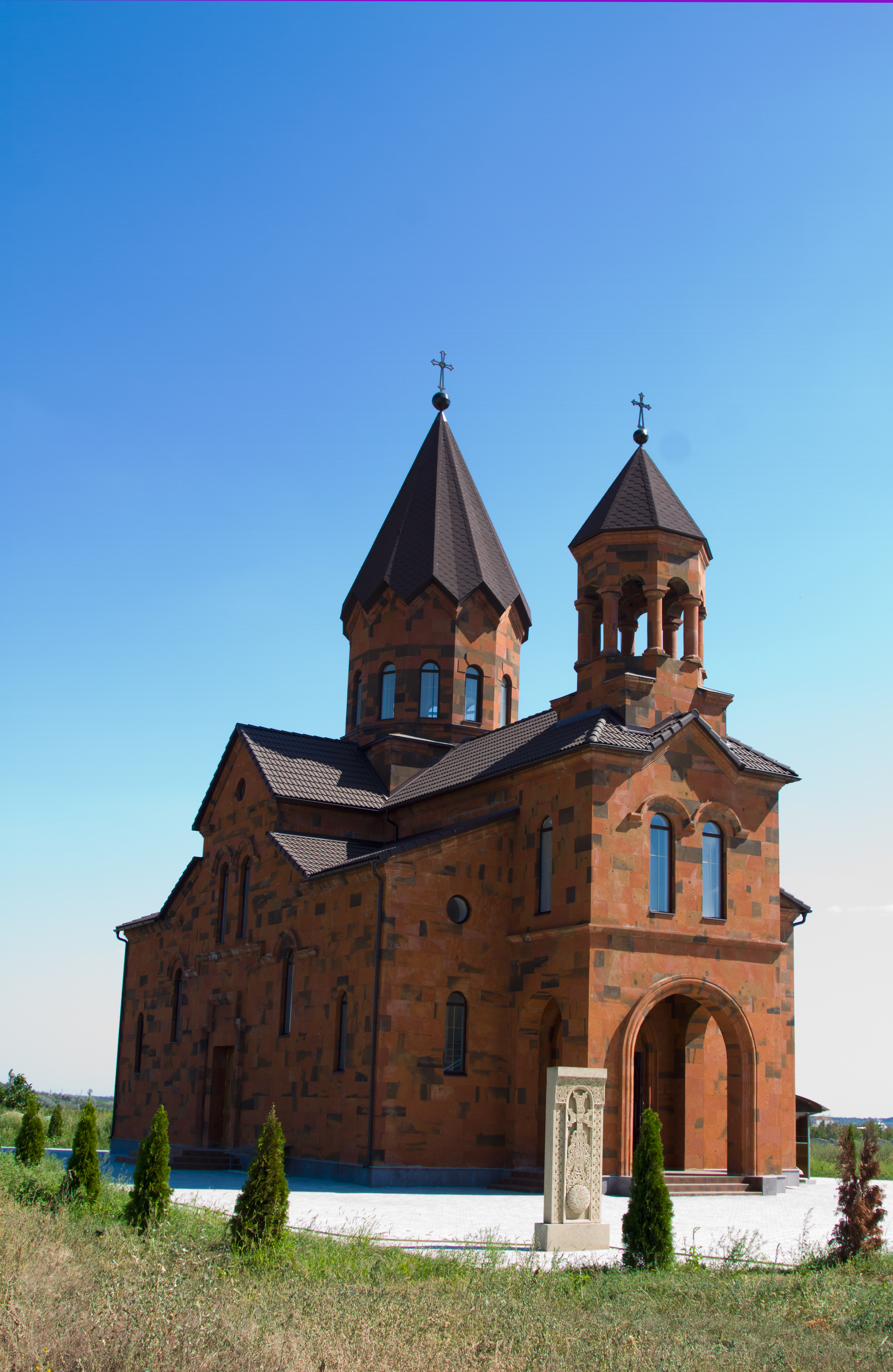
Armenian Surb Gevorg church in Mykolaiv
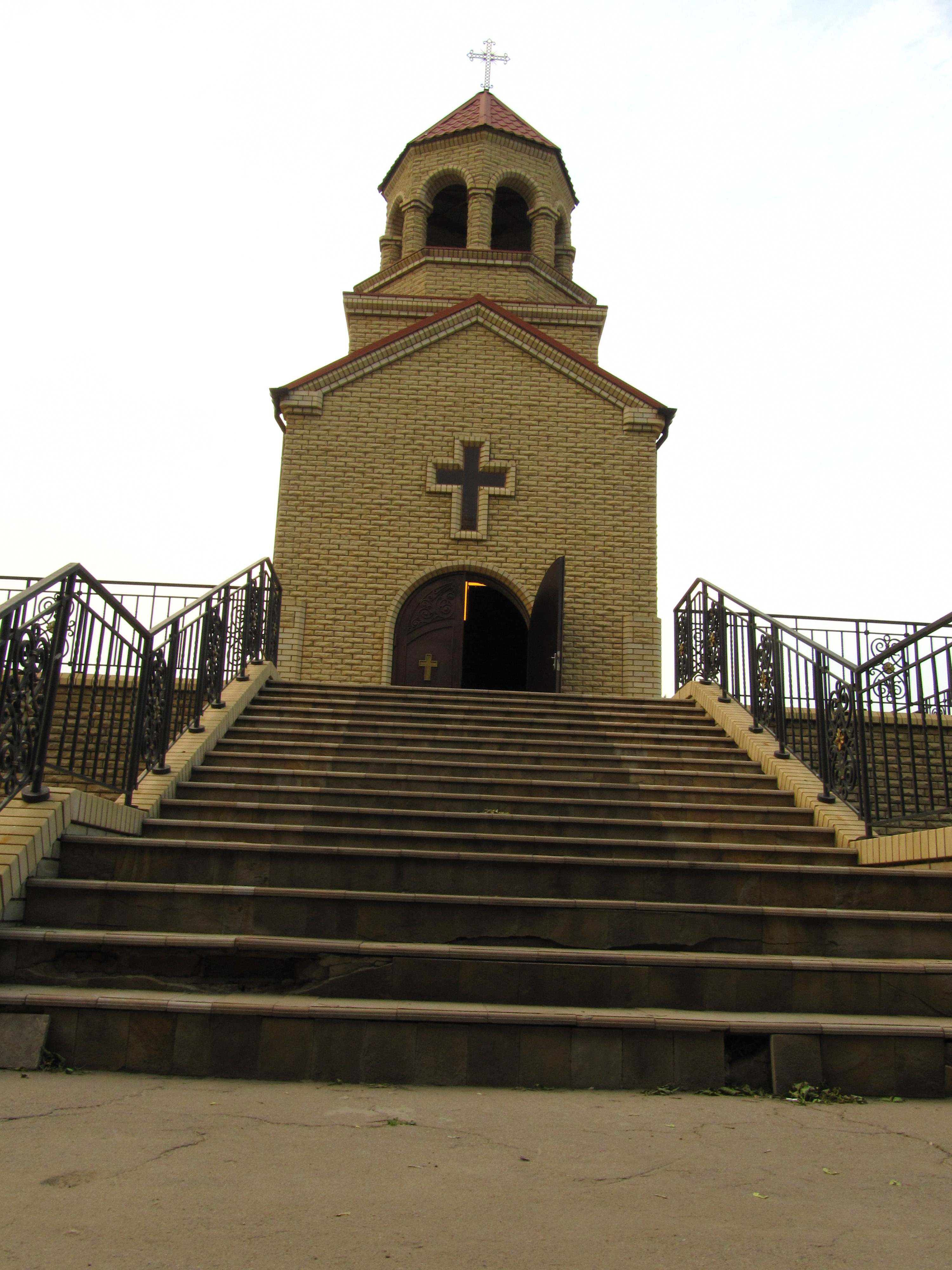
Armenian church in Luhansk
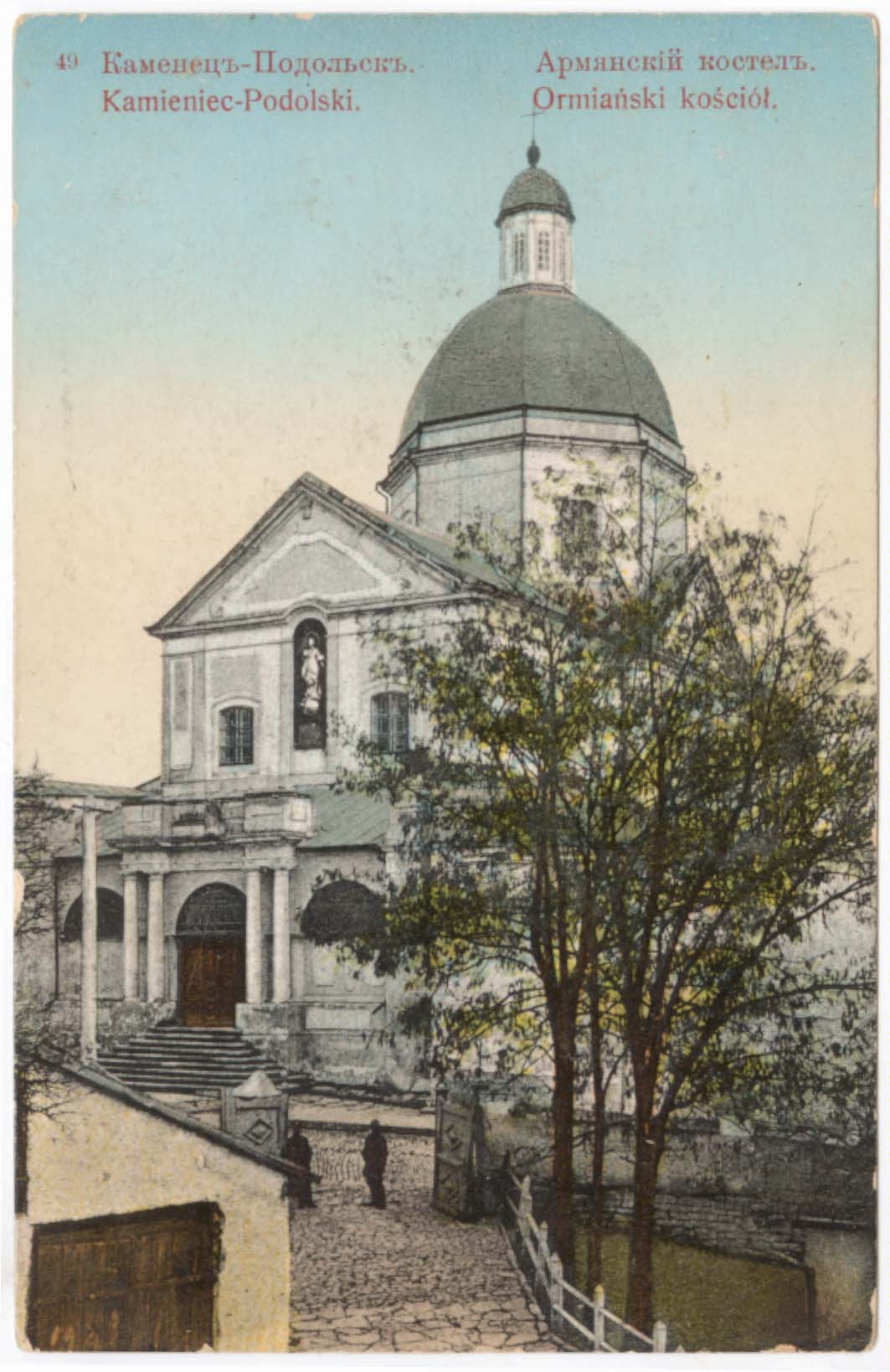
A 19th century postcard of St. Nicholas Armenian Church in Kamenets-Podolsk (destroyed during the 1930s)